# Il cugino Pons
Il cugino Pons è un romanzo di Honoré de Balzac apparso originariamente a puntate sulla rivista Le Constitutionnel nel 1847, e successivamente in volume lo stesso anno. Il romanzo fa parte, assieme a La cugina Bette, delle "Scene di vita parigina" nella sezione "I parenti poveri" de La Commedia umana.

## Trama
Il cugino Pons viene presentato come un uomo antiquato, e con due manie di cui è vittima: è un buongustaio e ha una passione per il collezionismo di oggetti preziosi. Il poveruomo vive con il suo amico fedele, il tedesco Schmucke, in condizioni piuttosto squallide, è pronto a subire tutte le umiliazioni pur di essere invitato a una cena dalla famiglia Camusot di Marville, suoi parenti solo recentemente divenuti nobili.
Questi ultimi sono in realtà poco più istruiti rispetto alla padrona di casa del cugino Pons e altrettanto rapaci: non si rendono conto dello spirito delicato del loro parente povero e non lo capiscono mai.
Il giorno in cui si accorgono che la sua collezione di oggetti preziosi vale una fortuna, inizia una battaglia feroce in cui la cugina Camusot, la padrona di casa, Madame Cibot, il concessionario Remonencq e il collezionista Elie Magus si scatenano per appropriarsi del tesoro con l'aiuto del medico Poulain e del suo complice, l'avvocato deposto Fraisier. I due innocenti, Pons e il fedele Schmucke, verranno schiacciati da una cupidigia di cui non sono in grado di capire la violenza.

## Trasposizioni in altri media
Cinema
- Le Cousin Pons, regia di Jacques Robert (1923)

## Edizioni italiane
- trad. Erminia Barzocchi, Milano: Società Editoriale Milanese, 1905
- trad. Galeazzo Falconi, Milano: F.lli Treves, 1908
- trad. Giuseppe Castelli, Milano: Corbaccio, 1928
- trad. Arrigo Benedetti, Milano: Longanesi, 1952
- trad. Maria Ortiz e Renato Mucci, Roma: Casini, 1952
- trad. Ugo Dettore (dal 2003 con introduzione di Pier Vincenzo Mengaldo), Milano: Rizzoli, 1954 ISBN 8817106372
- intr. et notes par Maria Polenghi, Milano:Signorelli ,1957
- trad. Lanfranco Binni, Milano: Garzanti, 1996 ISBN 8811585902 ISBN 9788811365907
- trad. Paola Bellandi, Milano: Frassinelli, 1999 ISBN 8876845674